# Улунді
Улунді (англ. Ulundi) — місто на сході Південно-Африканської Республіки, на території провінції Квазулу-Наталь. Адміністративний центр району Зулуленд.

## Історія
Місто було засноване інкосі Кечвайо в 1873 році як нова столиця Країни зулусів. 4 липня 1879 року поблизу Улунді відбулася останній великий бій англо-зулуської війни, що закінчилося важкою поразкою зулусів. 

У період з 1994 по 2004 рік місто було адміністративним центром провінції Квазулу-Натал.

## Географія
Місто знаходиться в східній частині провінції, на лівому березі річки Біла Умфолозі (White Umfolozi River), на відстані приблизно 165 кілометрів на північний схід від адміністративного центру провінції Пітермаріцбурга. Абсолютна висота — 490 метрів над рівнем моря.
| Клімат Улунді             | Клімат Улунді | Клімат Улунді | Клімат Улунді | Клімат Улунді | Клімат Улунді | Клімат Улунді | Клімат Улунді | Клімат Улунді | Клімат Улунді | Клімат Улунді | Клімат Улунді | Клімат Улунді | Клімат Улунді |
| Показник                  | Січ.          | Лют.          | Бер.          | Квіт.         | Трав.         | Черв.         | Лип.          | Серп.         | Вер.          | Жовт.         | Лист.         | Груд.         |               |
| Середній максимум, °C     | 28,2          | 28,3          | 27,3          | 25,9          | 24,3          | 22,4          | 22,5          | 23,8          | 25            | 25,7          | 26,3          | 27,6          |               |
| Середня температура, °C   | 22,9          | 23,1          | 22,1          | 20,3          | 18,2          | 16            | 16,1          | 17,2          | 18,8          | 19,9          | 20,9          | 22,1          |               |
| Середній мінімум, °C      | 17,6          | 17,9          | 16,9          | 14,8          | 12,2          | 9,7           | 9,7           | 10,7          | 12,6          | 14,1          | 15,6          | 16,7          |               |
| Норма опадів, мм          | 123           | 109           | 90            | 49            | 28            | 18            | 18            | 30            | 56            | 98            | 110           | 115           |               |
| ------------------------- | ------------- | ------------- | ------------- | ------------- | ------------- | ------------- | ------------- | ------------- | ------------- | ------------- | ------------- | ------------- | ------------- |
| Джерело: Climate-Data.org |               |               |               |               |               |               |               |               |               |               |               |               |               |

## Населення
За даними офіційного перепису 2001 року, населення складало 18 420 осіб, з яких чоловіки становили 43,37 %, жінки — відповідно 56,63 %. Негри становили 99,46 % від населення міста; білі — 0,21 %; кольорові — 0,2 %; азіати — 0,13 %. Мова більшості городян (98,11 %) — зулу.
Динаміка чисельності населення міста по роках:
| 1985 | 1991  | 1996  | 2001  | 2013  |
| ---- | ----- | ----- | ----- | ----- |
| 4312 | 11102 | 12730 | 18420 | 29132 |

## Економіка і транспорт
У місті розташовані підприємства харчової, тютюнової і деревообробної промисловостей.
Сполучення Улунді з іншими містами здійснюється за допомогою залізничного і автомобільного транспорту.
Також в околицях міста розташований однойменний аеропорт.